# Vango
Vango ist ein zweiteiliger Jugendroman des französischen Autors Timothée de Fombelle. Der erste Band erschien 2010 bei Gallimard Jeunesse als Vango. Entre ciel et terre und 2011 in der deutschen Übersetzung von Tobias Scheffel und Sabine Grebing als Vango. Zwischen Himmel und Erde bei Gerstenberg. 2011 folgte der zweite Band Vango. Un prince sans royaume, 2012 die deutsche Übersetzung Vango. Prinz ohne Königreich. Die Geschichte von Vango, der auf der Suche nach seiner Vergangenheit von mächtigen Gegnern verfolgt wird, spielt in der ersten Hälfte des 20. Jahrhunderts.

## Inhalt
Die Handlung der beiden Bände wird nicht chronologisch erzählt, vor allem im ersten Band gibt es immer wieder Zeitsprünge. Die folgende Inhaltsangabe gibt daher einige Passagen nicht in der erzählten Reihenfolge wieder. Die Handlung ist fiktiv, aber die Schauplätze, einige Ereignisse und einzelne Personen sind der Realität entnommen.

### Zwischen Himmel und Erde
Vango kommt 1918 als Dreijähriger zusammen mit seiner Amme, genannt Mademoiselle, auf die äolische Insel Salina. Weder kennt er seine Herkunft, noch seine Eltern. Vango wächst in großer Freiheit auf, er unternimmt waghalsige Klettertouren über die Insel. Mit 10 Jahren entdeckt er auf der Nachbarinsel Alicudi das „unsichtbare Kloster“, eine religiöse Gemeinschaft unter Leitung von Pater Zefiro, die vor allem politisch Verfolgten eine sichere Heimat bietet. Die folgenden Jahre lebt er teils im Kloster, teils zu Hause. Als er jedoch mit 14 Jahren dem Kloster beitreten will, lehnt Zefiro ab; Vango solle erst die Welt kennenlernen, bevor er sich binde. Er schickt ihn zu seinem Freund Hugo Eckener, der Vango als Küchenjungen einstellt und ihn auf die Weltfahrt der Graf Zeppelin mitnimmt. 
Auf dieser Reise lernt Vango Ethel kennen, ein Mädchen aus Everland in Schottland. Sie nimmt zusammen mit ihrem Bruder Paul nach dem Tod ihrer Eltern an der Weltfahrt teil, um wieder auf andere Gedanken zu kommen, wobei Vango für sie sehr bedeutsam wird. Was sonst auf der Reise geschieht, bleibt im ersten Band unklar, doch Vango muss fliehen. 
Die nächste Episode seines Lebens ist die, mit der der Roman beginnt: 1934 wartet Vango in Paris vor der Kathedrale Notre-Dame de Paris auf seine Priesterweihe. Doch in diesem Augenblick taucht die Polizei auf, um Vango unter Mordanklage festzunehmen. Vango gelingt die Flucht, doch nun ist außer dem russischen Geheimdienst, der ihn schon lange Zeit unerkannt verfolgt, auch noch die französische Polizei unter Kommissar Boulard hinter ihm her. Auch Ethel, die nach Paris gereist ist, um Vango wiederzutreffen, und Maulwurf, ein Mädchen, das Vango bei seinen nächtlichen Spaziergängen über die Dächer von Paris kennengelernt hat, suchen nach ihm.
Der russische Geheimdienst dringt auf Salina in Mademoiselles Wohnung ein und entführt sie nach Russland, in der Hoffnung, dass es zwischen ihr und Vango zu Kontakten kommt. In Paris wird der russische Musikstudent Andrej dazu gezwungen, sich an der Jagd auf Vango zu beteiligen und Boulard auf dessen Suche nach Vango zu überwachen.
Unterdessen verlässt Zefiro das unsichtbare Kloster und reist zu Hugo Eckener, um ein Versprechen einzulösen, das er einst Freunden gegeben hat, die er im Ersten Weltkrieg auf den Schlachtfeldern von Verdun kennenlernte, nämlich dem Boxer Puppet und dem Arzt Esquirol. Er reist anschließend nach Frankreich, um den Waffenhändler Voloi Viktor der Justiz auszuliefern – Zefiro war Viktors Beichtvater und kennt ihn als einziger Mensch so gut, dass er dessen Maskierungen durchschauen kann. Doch der Plan misslingt, Viktor kann entkommen, nun verfolgen auch seine Männer Vango, um durch ihn Zefiro zu finden.
Auf seiner Flucht durch Europa gelangt Vango schließlich auch zurück nach Salina, wo er von den Ereignissen erfährt, die sich bei seiner Ankunft 16 Jahre zuvor dort ereigneten: Das Schiff, mit dem er, seine Eltern und seine Amme unterwegs waren, wurde in der Nähe der Insel von drei Männern überfallen, die sie ausraubten und seine Eltern ermordeten. Anschließend tötete Anführer Cafarello einen der Komplizen und verschwand mit dem größten Teil der Beute in die USA. Der dritte Räuber, Mazzetta, brachte Vango und Mademoiselle in Sicherheit, ließ sie in seinem Haus wohnen und sorgte als reuiger Nachbar für die beiden. Vango gelangt schließlich an Mazettas Anteil an der Beute.

### Prinz ohne Königreich
Vango reist nach New York, um dort Cafarello, den Mörder seiner Eltern zu suchen, um von ihm Näheres über seine Eltern und sich selbst zu erfahren. Durch Zufall begegnet er in einem fahrenden Schnellzug Zefiro, jedoch auch seinen Verfolgern. Zefiro bringt ihn in Sicherheit, muss dafür jedoch Viktor laufen lassen. Vango unterstützt Zefiro mit seinem neu gewonnenen Vermögen bei der weiteren Verfolgung Viktors, sucht aber gleichzeitig auch nach Cafarello. Dieser hat seine Spuren gründlich verwischt und einen Doppelgänger an seiner Stelle in Sing Sing hinrichten lassen. Vango wird schließlich bei der Überwachung Viktors von diesem erkannt und flieht zurück nach Europa.
In Paris wird inzwischen auch Boulard von Agenten der russischen Regierung erpresst, die ihm drohen, seine Mutter zu töten, wenn er ihnen Vango nicht ausliefert. Als Maulwurf davon erfährt, versteckt sie Boulards Mutter unter falscher Identität bei Ethel in Schottland.
Unterdessen arbeitet Zefiro zusammen mit seinen Freunden Puppet und Esquirol an einem neuen Plan, Viktor zu töten. Ein fingiertes Waffengeschäft soll Viktor nach Europa locken, auf der Rückfahrt mit dem Zeppelin Hindenburg will Zefiro als blinder Passagier ihn töten. Kurz vor der Landung in Lakehurst muss er jedoch feststellen, dass Viktor gar nicht selbst an Bord ist, sondern einen Doppelgänger geschickt hat. Auch Viktor, der am Boden das Luftschiff erwartet, entdeckt kurz vor der Landung, dass das Waffengeschäft eine Falle ist, und lässt mit einem Brandgeschoss auf den Zeppelin schießen, wodurch es zur Katastrophe von Lakehurst kommt. Dabei erleidet Zefiro tödliche Verbrennungen, vor seinem Tod gelingt es ihm aber noch, die Leiche eines jungen Mannes, der auch als blinder Passagier an Bord war und zur Unkenntlichkeit verbrannt ist, als Vangos Leiche auszugeben, um dem damit totgeglaubten Vango einen neuen Anfang zu ermöglichen. Ethel, die an Bord des Luftschiffs war und das Unglück überlebt hat, wird auch davon getäuscht und leidet schwer unter dem Verlust.
Aus einem Brief, den Mademoiselle an Vango geschrieben hat, erfährt der Leser die genaue Identität Vangos: Als Sohn von Georgi Alexandrowitsch Romanow ist er nach der Ermordung der Zarenfamilie der rechtmäßige Anwärter aus der Romanow-Dynastie auf den Zarenthron.
Vango verbringt die Kriegsjahre im Kloster La Blanche. Nur Maulwurf weiß, dass er lebt; über sie hält er Kontakt zur Résistance. So gelangt er 1942 durch Zufall an die Gästeliste einer Silvesterfeier, zu der nicht nur hochrangige deutsche Besatzer und französische Kollaborateure eingeladen sind, sondern auch Viktor und Cafarello. Er beschließt einen Anschlag auf diese Feier zu verüben. Kurz darauf erfährt er, dass das Flugzeug von Paul, Ethels Bruder, über Frankreich abgeschossen wurde. Er reist zur Absturzstelle, trifft dort auf die überraschte Ethel und kann mit ihr zusammen Paul retten. In Paris deponiert Vango eine Kofferbombe im Gebäude der Silvesterfeier und wartet zusammen mit Ethel im Nebengebäude des Restaurants auf die Explosion um Mitternacht. Kurz davor erkennt er am Speiseplan, dass der Koch seine alte Amme sein muss. Er entschärft die Bombe, Viktor und Cafarello verlassen das Haus unbeschadet. Doch auch Esquirol hat von der Feier und ihren Gästen erfahren, er folgt den beiden und erschießt sie.

## Kritik
Die Kritiken lobten die Spannung, die die Romane bieten. So heißt es in der Beurteilung der Jury des Jugendliteraturpreises: „Vango bietet historische Spannung zum Wegschmökern in einer sprachmächtigen und äußerst gekonnten Übersetzung.“
Gelobt wurde auch die ausdrucksstarken Charakterisierungen der Personen, etwa den arroganten Kommissar Boulard, der noch immer bei seiner Mutter lebt und jeden Morgen von ihr sein Pausenbrot gerichtet bekommt.
Negativ kritisiert wurde teilweise, dass der Leser angesichts der vielen verschiedenen Handlungsstränge den Überblick verliere. Zwar vereinen sich die Handlungsfäden am Ende wieder, lassen jedoch zum Schluss des ersten Bandes mehr Fragen offen, als sie beantworten.
Der erste Band wurde in Belgien 2012 mit dem Prix Ado-Lisant ausgezeichnet, in Österreich erhielt er die Kröte des Monats Februar 2012 und in Deutschland war er 2012 für den Jugendliteraturpreis nominiert.

## Ausgaben
- Timothée de Fombelle: Vango. Entre ciel et terre. Gallimard Jeunesse, Paris 2010. ISBN 978-2-07-063124-7.
- Timothée de Fombelle: Vango. Un prince sans royaume. Gallimard Jeunesse, Paris 2011. ISBN 978-2-07-063891-8.
- Timothée de Fombelle: Vango. Zwischen Himmel und Erde. Gerstenberg, Hildesheim 2011. ISBN 978-3-8369-5365-8.
- Timothée de Fombelle: Vango. Prinz ohne Königreich. Gerstenberg, Hildesheim 2012. ISBN 978-3-8369-5476-1.